# Isvatnet (sjö i Antarktis)
Isvatnet är en sjö i Antarktis. Den ligger i Östantarktis. Norge gör anspråk på området. Isvatnet ligger 3 meter över havet. Arean är 2,7 kvadratkilometer. Den sträcker sig 13,7 kilometer i nord-sydlig riktning, och 4,5 kilometer i öst-västlig riktning.